# Гавань

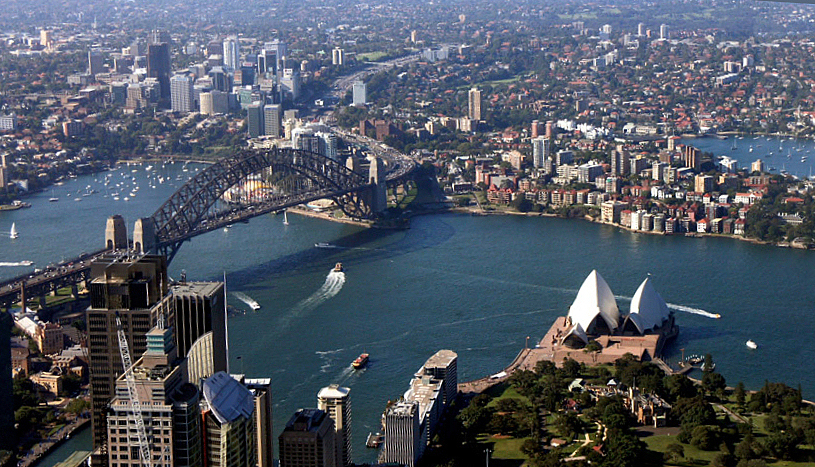
Гавань в Сиднее (Австралия).

Га́вань (от нидерл. haven) — прибрежная часть водного пространства, используемая как место стоянки, ремонта или отстоя плавательных средств, часть акватории защищённого водоёма для безопасной стоянки кораблей и судов. 
Термин «гавань» часто используется взаимозаменяемо с портом, который представляет собой искусственное сооружение, построенное для погрузки и разгрузки судов, а также для посадки и высадки пассажиров. Порты обычно включают одну или несколько гаваней. Александрийский порт в Египте является примером порта с двумя гаванями.

## История
Как правило, гаванью называют акваторию порта, непосредственно примыкающую к причалам, где производится погрузка и разгрузка судов, посадка и высадка пассажиров. Также в гавани суда могут находиться на длительной стоянке у причала или на якоре. Для этого на территории гавани оборудуют специальные места для якорных стоянок.
Гавань может быть искусственной или естественной. Для естественной гавани выбирают место, хорошо защищённое от волн и ветра, окружённое с нескольких сторон участками суши.
Примерами естественных гаваней являются гавань Сиднея в Австралии и гавань Тринкомали в Шри-Ланке.
Искусственная гавань обычно имеет специально построенные волнорезы, также при постройке искусственных гаваней используются дноуглубительные работы. Естественные гавани требуют технического обслуживания путём периодических измерений глубин и при необходимости дальнейших периодических дноуглубительных работ. Примером искусственной гавани является Лонг-Бич-Харбор, штат Калифорния, США, который представлял собой массив солончаков и приливных отмелей, слишком мелких для современных торговых судов. В начале XX века здесь были проведены дноуглубительные работы.
Кроме того, гаванями называют бухты естественного происхождения; это слово встречается в географических названиях бухт и заливов, например: Советская Гавань, Гавань Трёх Святителей и другие.